# Gösta Ekman (1890-1938)
Pour l’article homonyme, voir Gösta Ekman (1939-2017).
Gösta Ekman, né le 28 décembre 1890 à Stockholm (Suède) et mort le 12 janvier 1938 dans la même ville, est un acteur suédois.
Il est le père de l'acteur Hasse Ekman et également le grand-père de l'acteur Gösta Ekman (1939-2017), de l'acteur Stefan Ekman (né en 1944), et du réalisateur Mikael Ekman (né en 1943) — ce dernier étant lui-même le père de l'actrice, productrice et danseuse Sanna Ekman (née en 1965).

## Filmographie partielle
- 1912 : Le Jardinier (Trädgårdsmästaren) de Victor Sjöström
- 1918 : Le Chat botté (Mästerkatten i stövlar) de John W. Brunius
- 1920 : Les Traditions de la famille (Familjens traditioner) de Rune Carlsten
- 1920 : Gyurkovicsarna
- 1921 : Le Chevalier errant (En lyckoriddare) de John W. Brunius
- 1922 : Vem dömer
- 1925 : Charles XII (Karl XII) de John W. Brunius
- 1926 : Klovnen
- 1926 : Faust, une légende allemande de Friedrich Wilhelm Murnau
- 1927 : En perfekt gentleman
- 1927 : Hans engelska fru de Gustaf Molander
- 1928 : Gustaf Wasa
- 1928 : Revolutionschochzeit
- 1930 : Mach' mir die Welt zum Paradies
- 1930 : Rien que pour elle (en) (För hennes skull) de Paul Merzbach : Gunnar Lanner
- 1933 : Kanske en diktare
- 1933 : Chère Famille (Kära släkten) de Gustaf Molander
- 1933 : Två man om en änka
- 1935 : Swedenhielms de Gustaf Molander
- 1936 : Intermezzo de Gustaf Molander
- 1936 : Kungen kommer